# Emma Pieczynska-Reichenbach
Emma Pieczynska-Reichenbach (* 19. April 1854 in Paris; † 10. Februar 1927 in Le Mont-sur-Lausanne) war eine Schweizer Abolitionistin und Frauenrechtlerin.

## Leben und Leistungen
Emma Reichenbach wurde mit fünf Jahren zur Vollwaise. Sie wuchs bei Pflegefamilien in Genf und Neuenburg auf. Sobald sie alt genug dazu war, reiste sie nach Paris, wo sie den polnischen Intellektuellen Stanislas Pieczynski kennenlernte und heiratete. 1875 folgte sie ihm nach Polen. Entsetzt von dem schlechten Bildungsstand der Mädchen in Polen gab sie Unterricht in Lesen und Schreiben. 1881 kehrte sie für eine Kur in die Schweiz zurück. In Leukerbad lernte sie die US-amerikanische Ärztin und Suffragette Harriet Clisby kennen, die sie mit den Ideen der Frauenrechtsbewegung vertraut machte.
Nach ihrer Scheidung holte sie in Genf die Matura nach und studierte ab 1885 Medizin an der Universität Genf. 1889 reiste sie in die USA, wo sie erstmals die organisierte Frauenbewegung kennenlernte. 1891 kehrte sie in die Schweiz zurück und nahm erneut ihr Studium auf. In Bern lernte sie Helene von Mülinen kennen, deren Lebensgefährtin sie wurde. Die beiden Frauen lebten bis 1918 in der Wegmühle, einer Campagne in Bolligen bei Bern, welche zu einem Treffpunkt der Frauenbewegung wurde. Die nächsten fünf Jahre, von 1919 bis 1924, verbrachte Pieczynska, weiterhin zusammen mit v. Mülinen, an der Wylerstrasse 10 in Bern.
Sie nahm am Ersten Schweizerischen Kongress für die Interessen der Frau in Genf teil. Aufgrund krankheitsbedingter Gehörlosigkeit konnte sie nicht promovieren. Ihre These, eine Arbeit über die Sexualerziehung, veröffentlichte sie erst 1898 unter dem Titel L'école de la pureté (Die Schule der Reinheit).
Etwa zur selben Zeit lernte sie Josephine Butler, die Gründerin der Internationale Föderation zur Abschaffung der Prostitution kennen und wurde bald in den Vorstand der Vereinigung gewählt. 1891 gründete sie die Union des femmes de Genève (Genfer Frauenunion).
Gemeinsam mit von Mülinen und anderen gründete sie 1900 den Bund Schweizerischer Frauenvereine (BSF). 1906 war sie an der Gründung der Soziale Käuferliga der Schweiz und 1915 der Nationale Erziehungskommission beteiligt.

## Werke (Auswahl)
- L'école de la pureté. Genève 1898 (deutsche Übersetzung: Reinheit. Ein Wegweiser. Th. Grieben, Leipzig 1901)
- La fraternité entre les sexes. Une aspiration du temps présent. Delachaux & Niestlé, Neuchâtel; Fischbacher, Paris 1906
- Tagore Educateur. Delachaux & Niestlé, Neuchâtel; Paris 1922 (deutsche Übersetzung: Tagore als Erzieher. Rotapfel-Verlag, Erlenbach-Zürich; München; Leipzig [1923])
- Pages choisies. Education, activité sociale, vie religieuse. Delachaux & Niestlé, Neuchâtel; Paris 1938